# Дихлорид-бромид тиофосфорила
Дихлорид-бромид тиофосфорила — неорганическое соединение, хлор-бромангидрид тиофосфорной кислоты
с формулой PSBrCl2, жёлтая жидкость, реагирует с водой.

## Получение
- Пропускание паров трихлорида тиофосфорила и бромистого водорода над нагретой пемзой с последующей фракционной перегонкой продуктов реакции:

{\displaystyle {\mathsf {PSCl_{3}+HBr\ {\xrightarrow {400-500^{o}C}}\ PSBrCl_{2}+HCl}}}

## Свойства
Дихлорид-бромид тиофосфорила образует жёлтую жидкость. Разлагается водой.